# Liste der denkmalgeschützten Objekte in Tisová u Tachova
Grundlage dieser Liste der denkmalgeschützten Objekte in Tisová u Tachova ist die ÚSKP-Liste (Ústřední seznam kulturních památek České republiky, deutsch Zentrale Liste der Kulturdenkmäler der Tschechischen Republik), die von der tschechischen Denkmalschutzbehörde NPÚ (Národní památkový ústav, deutsch Nationale Denkmalbehörde) seit 1987 geführt wird und an die seit dem Jahr 1850 geschaffenen Listen anschließt.

## Denkmalgeschützte Objekte nach Ortsteilen

### Tisová u Tachova
| Lage              | Objekt              | Beschreibung        | ÚSKP-Nr.                  | Bild           |
| ----------------- | ------------------- | ------------------- | ------------------------- | -------------- |
| Tisová (Standort) | Sühnekreuz          | Sühnekreuz          | 13427/4-5119 Info Katalog | BW             |
| Tisová (Standort) | Kirche hl. Nikolaus | Kirche hl. Nikolaus | 45312/4-1960 Info Katalog | weitere Bilder |

### Lhotka
| Lage              | Objekt         | Beschreibung | ÚSKP-Nr.            | Bild |
| ----------------- | -------------- | ------------ | ------------------- | ---- |
| Lhotka (Standort) | Schloss Lhotka | Schloss      | 103765 Info Katalog | BW   |

### Trnová
| Lage                              | Objekt         | Beschreibung                                  | ÚSKP-Nr.                  | Bild |
| --------------------------------- | -------------- | --------------------------------------------- | ------------------------- | ---- |
| na začátku vsi ()                 | Kreuz          | Kreuz                                         | 31898/4-1961 Info Katalog |      |
| nad Sedlištským Bachem (Standort) | Festungsstätte | Feste – Festungsstätte, archäologische Spuren | 102953 Info Katalog       | BW   |